# Liste der Stolpersteine in Prag-Modřany

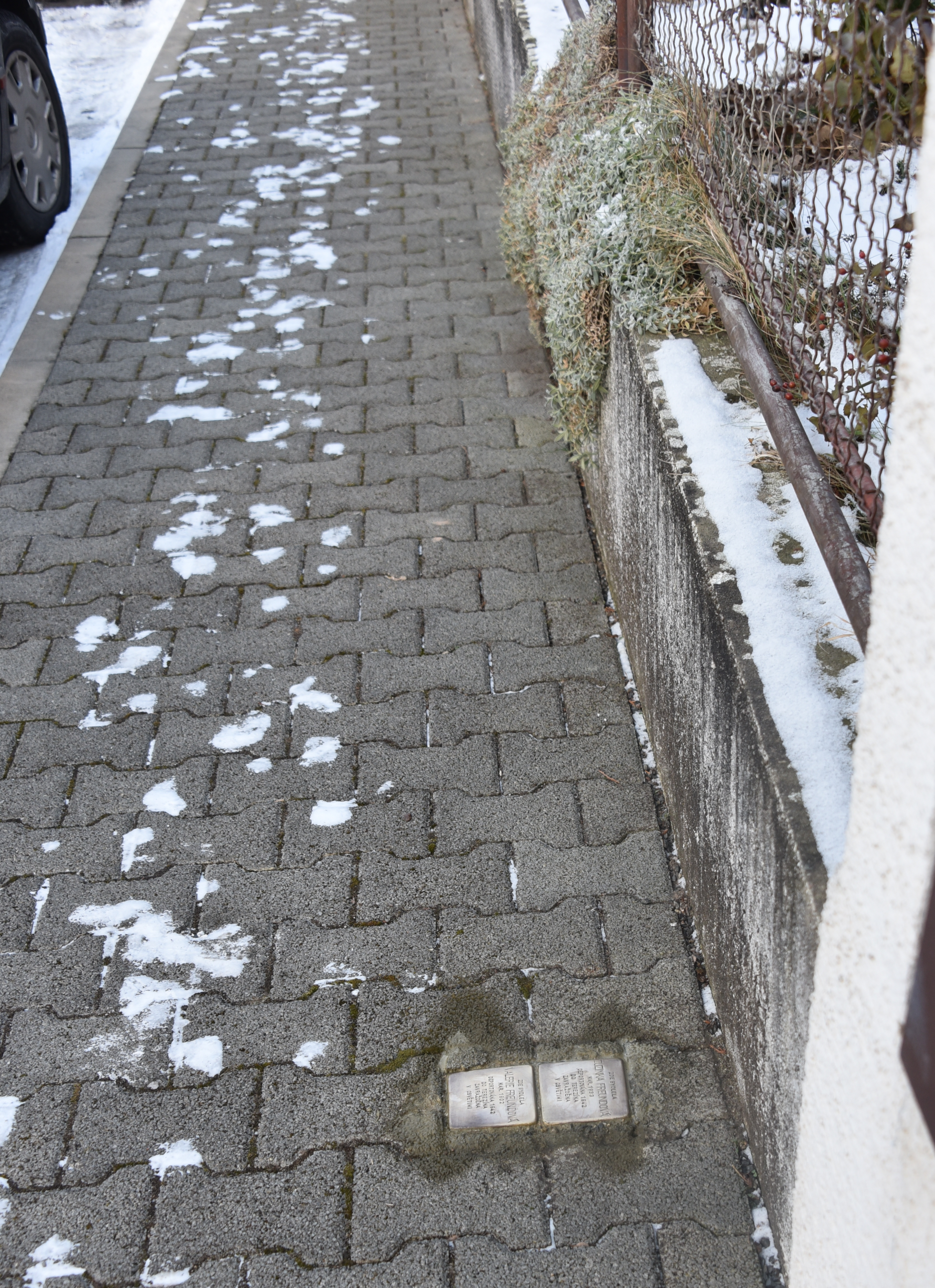
Stolpersteine für Valerie und Zuzinka Freundová

Die Liste der Stolpersteine in Prag-Modřany enthält die Stolpersteine, die im Stadtviertel Modřany (Praha 12) der tschechischen Hauptstadt Prag verlegt wurden. Stolpersteine erinnern an das Schicksal der Menschen, welche von den Nationalsozialisten in Tschechien ermordet, deportiert, vertrieben oder in den Suizid getrieben wurden. Sie wurden von Gunter Demnig konzipiert und in der Regel durch ihn verlegt.
Das tschechische Stolpersteinprojekt Stolpersteine.cz wurde 2008 durch die Česká unie židovské mládeže (Tschechische Union jüdischer Jugend) ins Leben gerufen und stand unter der Schirmherrschaft des Prager Bürgermeisters. Die Stolpersteine liegen vor dem letzten selbstgewählten Wohnort des Opfers. Die Stolpersteine werden auf Tschechisch stolpersteine genannt, alternativ auch kameny zmizelých (Steine der Verschwundenen).
| Stolperstein | Übersetzung                                                                                      | Standort              | Name, Leben |
| ------------ | ------------------------------------------------------------------------------------------------ | --------------------- | --- |
|              | HIER WOHNTE VALERIE FREUNDOVÁ JG. 1902 DEPORTIERT 1942 NACH THERESIENSTADT ERMORDET IN AUSCHWITZ | Dostojevského 931/5 · | Valerie Freundová, geborene Stern, wurde am 13. Oktober 1902 geboren. Sie war die Tochter von Hugo Jizchak Jehuda Stern und Marie Mirjam Stern. Sie heiratete Walter Freund. Das Paar hatte eine Tochter, Zuzinka, geboren 1933. Mutter und Tochter wurden am 22. Dezember 1942 mit dem Transport Ck von Prague ins Ghetto Theresienstadt deportiert. Ihre Transportnummer war die 931 von 1005. Am 4. Oktober 1944 wurden beide mit dem Transport En in das Konzentrationslager Auschwitz-Birkenau deportiert und dort ermordet. Ihre Transportnummer war die 259 von 1500. |
|              | HIER WOHNTE ZUZINKA FREUNDOVÁ JG. 1933 DEPORTIERT 1942 NACH THERESIENSTADT ERMORDET IN AUSCHWITZ | Dostojevského 931/5 · | Zuzinka Freundová, auch Zuzana, wurde am 27. April 1933 geboren. Ihre Eltern waren Walter Freund und Valerie Freundová geb. Stern. Zusammen mit ihrer Mutter wurde sie am 22. Dezember 1942 mit dem Transport Ck ins Ghetto Theresienstadt deportiert. Ihre Transportnummer war die 932 von 1005. Am 4. Oktober 1944 wurde sie, wiederum zusammen mit ihrer Mutter, mit dem Transport En in das Konzentrationslager Auschwitz-Birkenau deportiert und dort ermordet. Ihre Nummer auf dem Transport war die 260 von 1500.                                                     |

## Verlegedaten
Die Prager Stolpersteine wurden am 8. Oktober 2008, 7. November 2009, 12. Juni 2010, von 13. Juni bis 15. Juni 2011 und am 17. Juli 2013 verlegt. Eine weitere Verlegung fand am 28. Oktober 2012 statt.